# Paulo Jorge Sousa Vieira
Paulo Jorge Sousa Vieira mais conhecido como Alemão (Paris, 16 de Fevereiro de 1982), é um futebolista francês naturalizado português que atua de guarda-redes.
No início da época 2008/2009 transferiu-se da União Desportiva de Leiria para o Clube Desportivo Santa Clara, da Liga de Honra.
No início da época 2009/2010 foi anunciada a sua contratação pelo Atromitos Yeroskipou do Chipre.